# جاكي لويس
جاكي لويس (بالإنجليزية: Jackie Lewis)‏  (و. 1936  م) هو سائق سباق، وكاتب سيناريو بريطاني، شارك في لو مان 24 ساعة.

## روابط خارجية
- جاكي لويس على موقع DriverDB.com (الإنجليزية)